# Кокани (Дамбовица)
Кокани (рум. Cocani) насеље је у Румунији у округу Дамбовица у општини Креведија. Oпштина се налази на надморској висини од 115 m.

## Становништво
Према подацима из 2002. године у насељу је живело 562 становника, од којих су сви румунске националности.